# 河井誠
河井 誠（かわい まこと、1974年4月24日 - ）は、日本の俳優。大分県佐伯市出身。血液型A。身長165cm。井筒和幸監督作品 映画『のど自慢』（1999）のヒロインの相手役オーディションで選ばれデビュー。俳優デビュー前はジャニーズJr.の時代もありドリーム4プロモーション所属。

## 主な出演作品

### 映画
- のど自慢（1999年）
- HYSTERIC（2000年）
- Time After Time（2001年）
- DOGSTAR（2002年）
- 援して下さい（2002年）主演
- 絶好調刑事（2003年）
- 終着駅の次の駅（2003年）
- 高校教師（2004年）主演
- is.A(2004年）
- お父さんのバックドロップ（2004年）
- TAKI 183（2005年）
- 狂愛(2005年)
- 日本沈没(2006年）
- LAVE DEATH(2007年）
- パッチギ・LOVE&Peace(2007年）
- GROW(2007年）
- 無認可保育園・ひよこ組(2007年）
- 天国からのラブレター(2007年）
- 怪談 牡丹燈籠（2007年）
- 極道の食卓（2009年)
- 2STEPS!（2009年）
- ボディーガード（2010年）
- 捜査線（2010年）
- カイジ2（2011年）
- 愛と誠（2011年）
- 夢売るふたり（2011年）
- 希望の国（2011年）
- 霊眼探偵カルテット（2017年）
- Angel sign（2019年）
- ビーバップのおっさん（2022年）

### テレビドラマ
- 早乙女タイフーン（2001年、テレビ朝日）
- こちら本池上署5（2005年、TBS）
- 医龍（2006年、フジテレビ）
- 蒼い瞳のニュアージュ（2007年、WOWOW）
- ひめごと（2008年、テレビ東京）
- ケータイ捜査官7（2008年、テレビ東京）
- RESCUE〜特別高度救助隊（TBS 2009年）
- ルビコンの決断（TX2009年）
- ドラマW誤算（wowow2010年）
- 環境超人エコガイインダー（CS2010年）
- QPキューピー（NTV2011年）
- 鍵のかかった部屋（CX2012年）
- 『リケ恋～理系が恋に落ちたので証明してみた。～』（2018年）

### CM
- NTTドコモ東北（1999〜2000年）メイン
- デジドルネット「天使のたまご編」（2005年）
- ニュージーランド航空（2010年）メイン
- キャベジン（2011年）
- オートバックス（2011年）
- キリンファイヤー『息子へ編』（2012年）

### 舞台
- 下北丸漂流記（1996年）主演

### 書籍
- 主役（21人の物語）サンクチャリー出版